# (487446) 2014 RU62
(487446) 2014 RU62 es un asteroide perteneciente al cinturón exterior de asteroides, descubierto el 1 de agosto de 2008 por el equipo del Observatorio Astronómico Antares desde el Observatorio Astronómico Antares, Charleston (Illinois), Estados Unidos.

## Designación y nombre
Designado provisionalmente como 2014 RU62.

## Características orbitales
2014 RU62 está situado a una distancia media del Sol de 3,207 ua, pudiendo alejarse hasta 3,940 ua y acercarse hasta 2,475 ua. Su excentricidad es 0,228 y la inclinación orbital 14,80 grados. Emplea 2098,68 días en completar una órbita alrededor del Sol.
Los próximos acercamientos a la órbita de Júpiter se producirán el 8 de septiembre de 2028, el 12 de septiembre de 2039 y el 9 de abril de 2138.

## Características físicas
La magnitud absoluta de 2014 RU62 es 15,8.